# Peine de techo

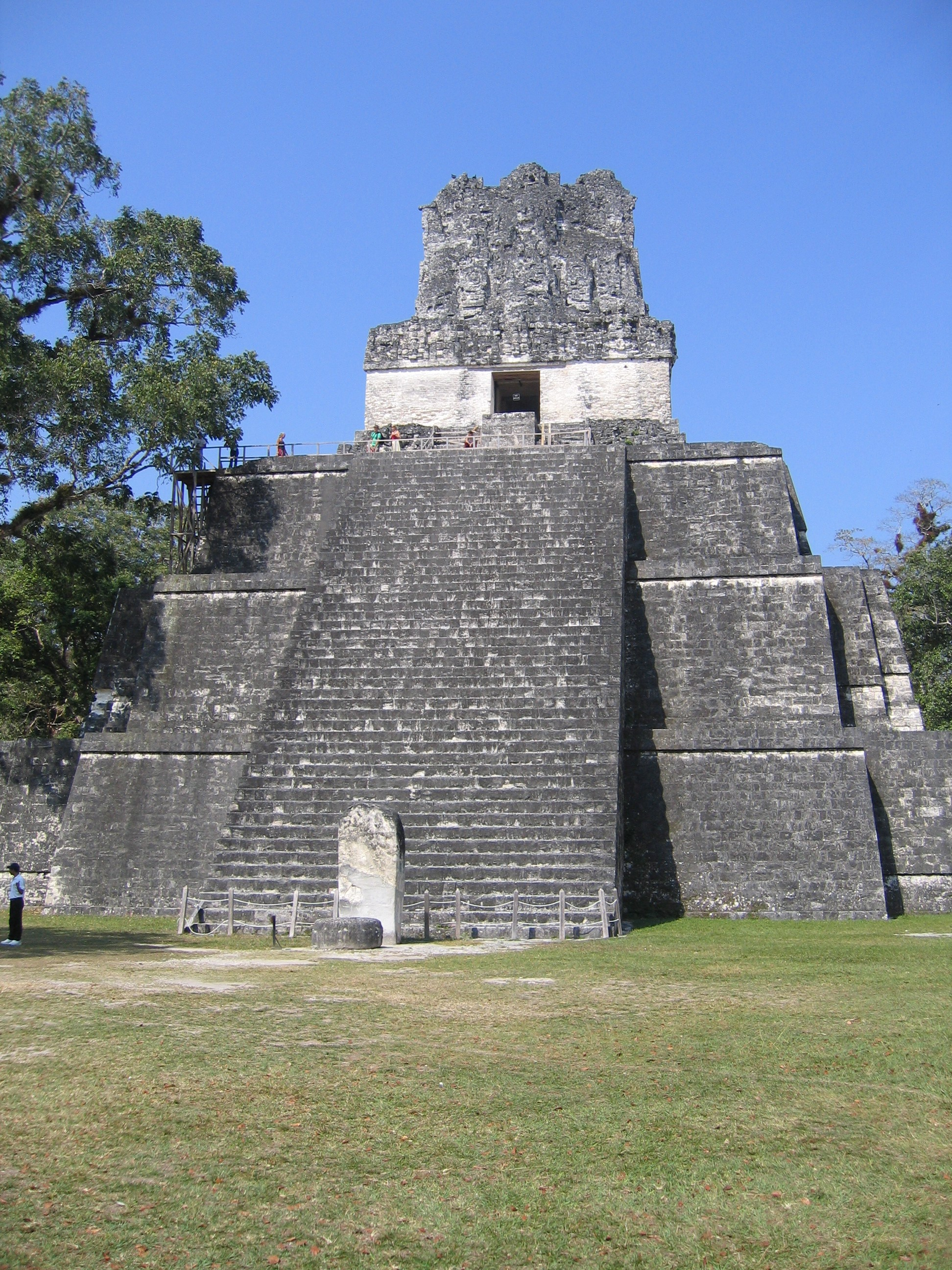
Templo II de Tikal con un prominente peine de techo.

El peine de techo  es la estructura que remata una pirámide en la arquitectura monumental mesoamericana. El examen de las secciones y la iconografía de los peines de techo de la civilización maya indica que cada uno de ellos tenía un significado sagrado específico.
Típicamente, los peines de techo coronaban la cima de las pirámides y otras estructuras; consistían en dos paredes de armazón perforado que se apoyaban una en la otra. Este armazón estaba recubierto de yeso decorado con representaciones artísticas de dioses o gobernantes importantes.

## Historia e importancia

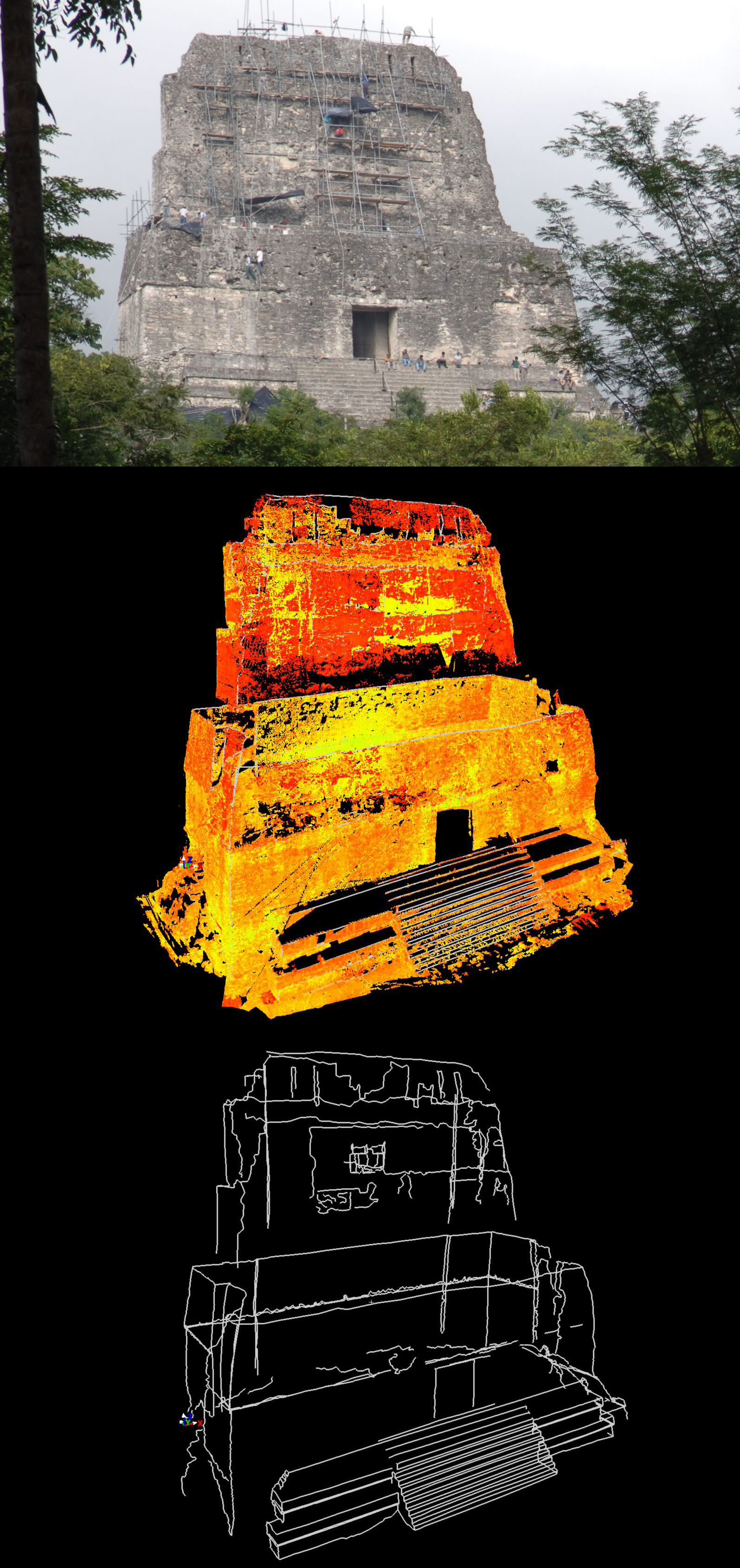
Parte superior y crestería del Templo de la Serpiente Bicéfala (Tikal).

Los mayas construyeron algunos de los monumentos más importantes de Mesoamérica. Su civilización vivió su «edad de oro» entre el 500 y el 900 d. C. El reciente desciframiento de los jeroglíficos mayas ha aportado nuevos conocimientos sobre su arquitectura; estos símbolos pictográficos indican a los historiadores cuándo se construyeron determinadas estructuras y por quién. En la arquitectura religiosa maya, se hacía hincapié en la altura, que a menudo se manifestaba mediante escaleras vertiginosas que se dirigían hacia los cielos y los dioses. A menudo, las pirámides se construían sobre otras ya existentes; esto abarcaba la autoridad ancestral a la vez que permitía una mayor altura estructural.
Las pirámides monumentales, las plataformas, los templos y los altares de sacrificio se utilizaban en los rituales religiosos diarios. La jerarquía de las distintas ciudades mayas se hacía evidente mediante grandes complejos palaciegos, y los reyes y gobernantes utilizaban la arquitectura ornamentada para promocionarse y asegurar su inmortalidad. Los peines de los tejados aportaban variedad a las limitadas iteraciones de la arquitectura maya.
Simbólicamente, se dice que un peine de techo era el tocado del edificio, que se asemeja a los que llevaban los reyes y gobernantes. No bastaba con diseñar, los arquitectos buscaban embellecer su obra, para rendir homenaje a los grandes dioses y líderes mayas para los que se construía. El pueblo maya vivía y trabajaba en diversas viviendas; muchos hogares mayas eran estructuras de madera agrupadas y cubiertas de paja, mientras que sus homólogos ricos disfrutaban de opulentos palacios. Los peines de los tejados servían de reclamo para las casas y edificios de la élite social, como símbolo de poder.

## Descripción estructural
Como ya se ha mencionado, la importancia cultural en cuanto a la altura era especialmente significativa a la hora de construir monumentos. Debido a las limitaciones del falso arco, muchas estructuras mayas se diseñaron con pocos pisos. Los arquitectos discutían sobre la mejor manera de magnificar su diseño para conmemorar su cultura. Casi siempre un peine en el techo no cumplía ninguna función estructural, y en estas estructuras los peines actuaban como una fachada decorativa ornamentada. Se utilizaba un entramado de piedra para crear los peines, y este método resultó ser fuerte y permanente. Las peinetas de los tejados solían estar talladas o pintadas con motivos zoomórficos o antropomórficos, así como con textos. Los mejores ejemplos de peinetas mayas pueden verse en los grandes templos de Tikal. Estos templos sirven como monumentos funerarios para los últimos gobernantes, y los peines están adornados con intrincados y conmemorativos retratos en mosaico.